# Pascal Prunet
Pascal Prunet, né le 22 septembre 1956 à Paris 15e, est un architecte français.

## Biographie
Depuis 1993, il est architecte en chef des monuments historiques. Il est le fils de Pierre Prunet (1926-2005), également architecte en chef des monuments historiques.
Il intervient notamment dans la restauration des Cathédrales de Paris, de Nantes, de Limoges, de Nîmes, d'Arras et de Cambrai, ainsi que de l'Opéra Garnier à Paris, de la Villa Savoye de Le Corbusier et de la Citadelle de Lille.

## Distinctions
- Chevalier de la Légion d'honneur (15 janvier 2025)[1]

## Sources
1. ↑  « Décret du 15 janvier 2025 portant nomination dans l'ordre national de la Légion d'honneur »